# 時田愛梨
時田 愛梨（ときた えり、1992年（平成4年）3月6日 - ）は、日本のグラビアアイドル、女優。本名同じ。旧芸名および愛称はとっきー。
東京都出身。血液型B型。身長160 cm。
NICE GIRL プロジェクト!の元メンバー。2012年から2015年まで4年間浦和レッドダイヤモンズの応援番組『REDS TV GGR』のアシスタントを務めた。所属事務所は2022年からビー・セブン。過去はTNX、ライラックプロモーション。

## 略歴
2009年10月、“NICE GIRL プロジェクト!”メンバーオーディションに合格、12月25日にお披露目。
2010年3月20日、NICE GIRL プロジェクト!の正メンバーに昇格。同年11月、グラビアJAPAN2010にてミス週刊プレイボーイを受賞。デビュー時の芸名はとっきー。
2011年5月、DVD『私の名前は時田愛梨です。』の発売を機に、本名を公開。
2012年1月、浦和レッズ応援番組『REDS TV GGR』に時田愛梨名義で出演開始、2015年12月まで4年にわたり番組アシスタントを務めた。
2016年4月、バンド「DAISY CELL」（Vo. とっきー、Gt. もりー、Ba. もーりー、Dr. ぽっきー）を始動。
2016年5月、初主演舞台『道先案内人 〜ハジメマシテ死神デス。〜』を公演。オープニング・エンディング曲に自身のバンド「DAISY CELL」の1stシングル曲「Take You」が採用、CDを会場でインディーズ販売。
2016年10月、主演舞台『KENJI MIYAZAWA. GALAXY SPECTACLE ENTERTAINMENT LIVE !!』を公演。
2018年3月6日、自身の26歳誕生日にエーライツに所属したことを報告。
2022年10月、ビー・セブンに所属。

## 作品

### 映像作品
- とっきーめっきーHAPPY!（2010年7月23日、イーネット・フロンティア）
- トッキードッキーSexy!!（2010年12月15日、ラインコミュニケーションズ）
- 私の名前は時田愛梨です。（2011年5月20日、竹書房）
- とっきーFu・Wa・Ri ♡（2012年4月25日、ワニブックス）
- とっきーSunrise（2012年7月21日、トリコ）
- とっきー・めるてぃ（2013年7月20日、ラインコミュニケーションズ）
- NEW STYLE（2015年9月18日、竹書房、DVD/BD）[19]

## 出演

### テレビ
- THEポッシボー あっきゃんの部屋（#26・2010年6月1日、#32・11月16日、エンタ!371）
- サイン（2011年、毎日放送） - さゆり 役
- GirlsNews〜アイドル（2011年4月 - 2012年3月、エンタ!371・Pigoo HD）
- プレミアの巣窟（2011年10月 - 2012年3月、フジテレビ）
- 恋する私のベーカリー（テレビドラマ）（2012年1月22日 - 2月26日、女性チャンネル♪LaLa TV）
- 恋する私のベーカリー（LISMOドラマ!）（2012年2月3日 - 27日、LISMO Channel / 2012年3月5日、J:COMチャンネル・JCNプラスチャンネル）
- REDS TV GGR（2012年1月13日 - 2015年12月30日[11][注釈 1]、テレ玉） - アシスタント
- ハッピーナビ（2012年2月5日、女性チャンネル♪LaLa TV）
- ファッション誌編集部物語 #2（2012年3月5日、女性チャンネル♪LaLa TV） - エステティック ミス パリ体験レポート
- ファッション誌編集部物語 #10（2012年11月6日、女性チャンネル♪LaLa TV） - レポーター
- マイスマ全部のせ（2014年2月25日、マイスマTV）
- Nihongo Starter Lesson 1・2・3・4・5・6・7・8（2014年3月、CHiLO Book）
- ドラマ 獣医さん、事件ですよ 第3話（2014年7月17日、読売テレビ系・日本テレビ）

### 映画
- 惨劇館-ブラインド-（2011年8月27日公開)
- 篤姫ナンバー1（2012年4月7日公開）- ミツ 役[21]
- 生贄のジレンマ（2013年7月13日公開）[22]
- 風俗行ったら人生変わったwww（2013年11月9日公開）- ユッコ 役[23]

### テレビCM
- NHK受信料住所変更のお知らせ2014[24]
- SANKYOの新企業CM「変化の風」篇
- GGGP（ガンダムゲームグランプリ）のイメージアイドル （2023年）
- SANKYOガンダムユニコーン

### CR
- 「どっきゅんリゾート ハワイへん」出演[25]

### 舞台
- つんく♂THEATER 第八弾『スターはつらいよ』（2010年1月9日 - 11日、シアターサンモール）[26]
- Trifle〜reorder〜（2010年1月27日 - 31日、全労済ホール スペース・ゼロ） - ダブルキャスト[27]
- EVE〜歴史の傍観者〜2012（2010年12月22日 - 26日、中野ザ・ポケット）[28][29]
- 新・日ノ丸レストラン（2011年4月9日 - 17日、あうるすぽっと）[30]
- KEEP OUT!〜勝手にアジトにしないで下さい〜（2011年6月1日 - 5日、東京公演シアターサンモール / 6月11日 - 12日、名古屋公演テレピアホール）[27]
- アリスインプロジェクト「ライン♪」（2011年8月4日 - 7日、銀座 博品館劇場） - 6日ゲスト出演
- ソラオの世界2012（2011年10月5日 - 9日、前進座劇場）
- 恋する私のベーカリー（2011年12月17日 - 25日、シアターサンモール）[31]
- アリスインプロジェクト「まなつの銀河に雪のふるほし」（2012年2月29日 - 3月4日、品川 六行会ホール） - PGX-2028 役
- 月下のオーケストラ（2012年4月12日 - 16日、シアターグリーン） - ダブルキャスト
- コアラちゃんの世界（2012年5月30日 - 6月3日、下北沢駅前劇場）
- ボクラ団義 再演プロジェクト『ワラワレ』（2012年9月12日 - 17日、シアターモリエール）[32]
- トウキョウ演劇倶楽部 プロデュース公演 Vol.1「Live in toRAIN No.A-h」（2013年2月9日 - 17日、シアターモリエール）[33]
- A☆ct Stage Vol.4「ASU」（2013年8月8日 - 11日、南大塚ホール）[34]
- オンナ、ひと憂。（2013年9月12日 - 16日、中野 ザ・ポケット） - 13日ゲスト出演
- 真里亜〜その愛の果てに〜（2013年10月26日 - 27日、御殿場市民会館大ホール）[35]
- アリスインプロジェクト「戦国降臨ガール・R（リバース）」（2014年10月29日 - 11月3日、六行会ホール） - 10月29日・30日 日替わりゲスト
- 男・オブ・スティール（2014年12月9日 - 14日、上野ストアハウス） - チームB（ダブルキャスト）[36]
- ホームルームは終わらない（2015年4月29日 - 5月4日、中野 ザ・ポケット） - 5月1日・3日ゲスト出演
- 道先案内人 〜ハジメマシテ死神デス。〜（2016年5月3日 - 8日、戸野廣浩司記念劇場） - 主演[14]
- KENJI MIYAZAWA. GALAXY SPECTACLE ENTERTAINMENT LIVE !!（2016年10月7日 - 10日、シアター711） - 主演[16]
- SUBLIMATION―水の記憶―（2017年2月15日 - 19日、萬劇場）[37]

### オリジナルビデオ
- リアル隠れんぼ ファイナル（2011年1月、ブロードウェイ）[38]
- 古潤茶シリーズ『惨劇館-ブラインド-』（2011年9月、ジェネオン・ユニバーサル・エンターテイメント）[39]
- ドラマDVD「ほんとうにあった怖い話 第二十夜」（2011年9月、ブロードウェイ）[40]
- リアル鬼ごっこ THE ORIGIN -序章-（2013年7月、ジェネオン・ユニバーサル・エンターテイメント）[41]

### Web
- [FAB]「とっきーのナイスなガールズ研究室」（2010年5月 - ）
- ショートムービー『Garage Girl/ガレージガール』[42]
- COCOLULU[43]
- パジャマ de おジャマ Returnes（2010年11月5日）
- カンゲキ★うるうる（インタビュアー）[44]
- 時田愛梨の100切り目指して（スポニチゴルフチャンネル）

## 書籍

### 写真集
- Marshmallow 20（2012年3月6日、ワニブックス、撮影：中山雅文）ISBN 978-4847044403

### 雑誌連載
- 浦和レッズマガジン「とっきーの突撃レディース!」（2014年8月号 - 、フロムワン）[45][46]